# Оксфорд (округ, Мен)
Шаблон:StateAbbr_ 44°19′28″ пн. ш. 70°42′19″ зх. д. / 44.324516° пн. ш. 70.705177° зх. д.
Округ  Оксфорд (англ. Oxford County) — округ (графство) у штаті Мен, США. Ідентифікатор округу 23017.

## Історія
Округ утворений 1805 року.

## Демографія
За даними перепису 
2000 року 
загальне населення округу становило 54755 осіб, зокрема міського населення було 9570, а сільського — 45185.
Серед мешканців округу чоловіків було 26734, а жінок — 28021. В окрузі було 22314 домогосподарства, 15180 родин, які мешкали в 32295 будинках.
Середній розмір родини становив 2,87.
Віковий розподіл населення поданий у таблиці:
| Стать    | До 15 років | 15-21 | 22-29 | 30-39 | 40-49 | 50-65 | 65-85 | Понад 85 |
| -------- | ----------- | ----- | ----- | ----- | ----- | ----- | ----- | -------- |
| Чоловіки | 5351        | 2421  | 1959  | 3832  | 4580  | 4768  | 3533  | 290      |
| Жінки    | 5291        | 2317  | 2078  | 3971  | 4691  | 4703  | 4226  | 744      |

## Суміжні округи
- Le Granit Regional County Municipality[en], Квебек, Канада — північ
- Франклін — північний схід
- Андроскоґґін — схід
- Камберленд — південний схід
- Йорк — південь
- Керролл, Нью-Гемпшир — південний захід
- Коос, Нью-Гемпшир — захід

## Виноски
1. ↑  U.S. Decennial Census. United States Census Bureau. Архів оригіналу за 19 липня 2018. Процитовано 7 вересня 2014.
2. ↑  Historical Census Browser. University of Virginia Library. Архів оригіналу за 11 серпня 2012. Процитовано 7 вересня 2014.
3. ↑  Population of Counties by Decennial Census: 1900 to 1990. United States Census Bureau. Архів оригіналу за 23 січня 2015. Процитовано 7 вересня 2014.
4. ↑  Census 2000 PHC-T-4. Ranking Tables for Counties: 1990 and 2000 (PDF). United States Census Bureau. Архів оригіналу (PDF) за 18 грудня 2014. Процитовано 7 вересня 2014.
5. ↑  State & County QuickFacts. United States Census Bureau. Архів оригіналу за 6 червня 2011. Процитовано 19 серпня 2013.(англ.) Наведено за англійською вікіпедією.
6. ↑  QuickFacts. Oxford County, Maine. United States Census Bureau. Архів оригіналу за 26 липня 2019. Процитовано 26 липня 2019.
7. ↑  American FactFinder. Бюро перепису населення США. Архів оригіналу за 26 лютого 2012. Процитовано 31 січня 2008.

| США | Це незавершена стаття з географії США. Ви можете допомогти проєкту, виправивши або дописавши її. |